# Éric Renaud
Éric Renaud, född den 30 maj 1961 i Créteil, Frankrike, är en fransk kanotist.
Han tog OS-brons i C-2 1000 meter i samband med de olympiska kanottävlingarna 1984 i Los Angeles.